# Ctenus ottleyi
Ctenus ottleyi är en spindelart som först beskrevs av Alexander Petrunkevitch 1930.  Ctenus ottleyi ingår i släktet Ctenus och familjen Ctenidae.
Artens utbredningsområde är Puerto Rico. Inga underarter finns listade i Catalogue of Life.